# Paregle atrisquama
Paregle atrisquama är en tvåvingeart som först beskrevs av Ringdahl 1948.  Paregle atrisquama ingår i släktet Paregle och familjen blomsterflugor. Arten är reproducerande i Sverige. Inga underarter finns listade i Catalogue of Life.